# Cal Boix
Cal Boix és un conjunt format per la masia i la pallissa al voltant de l'era terme municipal de Sant Martí de Llémena (el Gironès). La masia és un edifici de planta baixa i dos pisos pel costat de façana principal, guanyant una planta pel costat posterior degut al desnivell del terreny. De planta rectangular, està molt modificada, tot i que conserva alguns elements originaris, entre ells la porta semidovellada. La pallissa és l'element més interessant. Restaurada. És de planta baixa i un pis, amb accés a la planta superior per una escala exterior de pedra situada al costat dret i que arrenca de la barana de pedra que tanca l'era, de forma circular i situada davant de la pallissa. A planta baixa hi ha un arc rebaixat que dona accés i que genera una volta de la mateixa forma. Al primer pis, simètricament compostes, hi ha dues finestres de llinda planera de pedra, al igual que els brancals i els ampits.